# NGC 3514
NGC 3514 (również PGC 33430) – galaktyka spiralna z poprzeczką (SBc), znajdująca się w gwiazdozbiorze Pucharu. Odkrył ją John Herschel 22 marca 1835 roku.